# Margelliantha burttii
Margelliantha burttii är en orkidéart som först beskrevs av Victor Samuel Summerhayes, och fick sitt nu gällande namn av Phillip James Cribb. Margelliantha burttii ingår i släktet Margelliantha och familjen orkidéer. Inga underarter finns listade i Catalogue of Life.